# Chiesa di Santa Maria ad Nives (Osoppo)
La chiesa di Santa Maria ad Nives è la parrocchiale di Osoppo, in provincia ed arcidiocesi di Udine; fa parte della forania della Pedemontana.

## Storia
La primitiva pieve di Osoppo sorgeva in cima al colle dove oggi si trova il forte ed era dedicata a San Pietro Apostolo; da un documento datato 1275 si apprende che sorgeva sul sito della chiesa attuale un monastero con una cappella nota con il titolo di Santa Maria delle Candele. La chiesa venne riedificata nel XVI secolo e nel 1636 fu eretto il campanile. Nel 1678 la chiesa venne dotata di fonte battesimale e il 29 agosto del 1745 consacrata dal patriarca di Aquileia Daniele Delfin. Nel 1777 l'abbazia di Moggio Udinese perse la giurisdizione sulla pieve d'Osoppo e questa passò sotto il diretto controllo dell'arcidiocesi di Udine e nel 1808 la parrocchialità fu trasferita dalla pieve di San Pietro in Monte alla chiesa di Santa Maria ad Nives in paese. La chiesa venne gravemente danneggiata durante il terremoto del Friuli del 1976; subì dunque un complesso lavoro di ristrutturazione, al termine del quale, nel 1991, poté essere riconsacrata e riaperta al culto.

## Interno

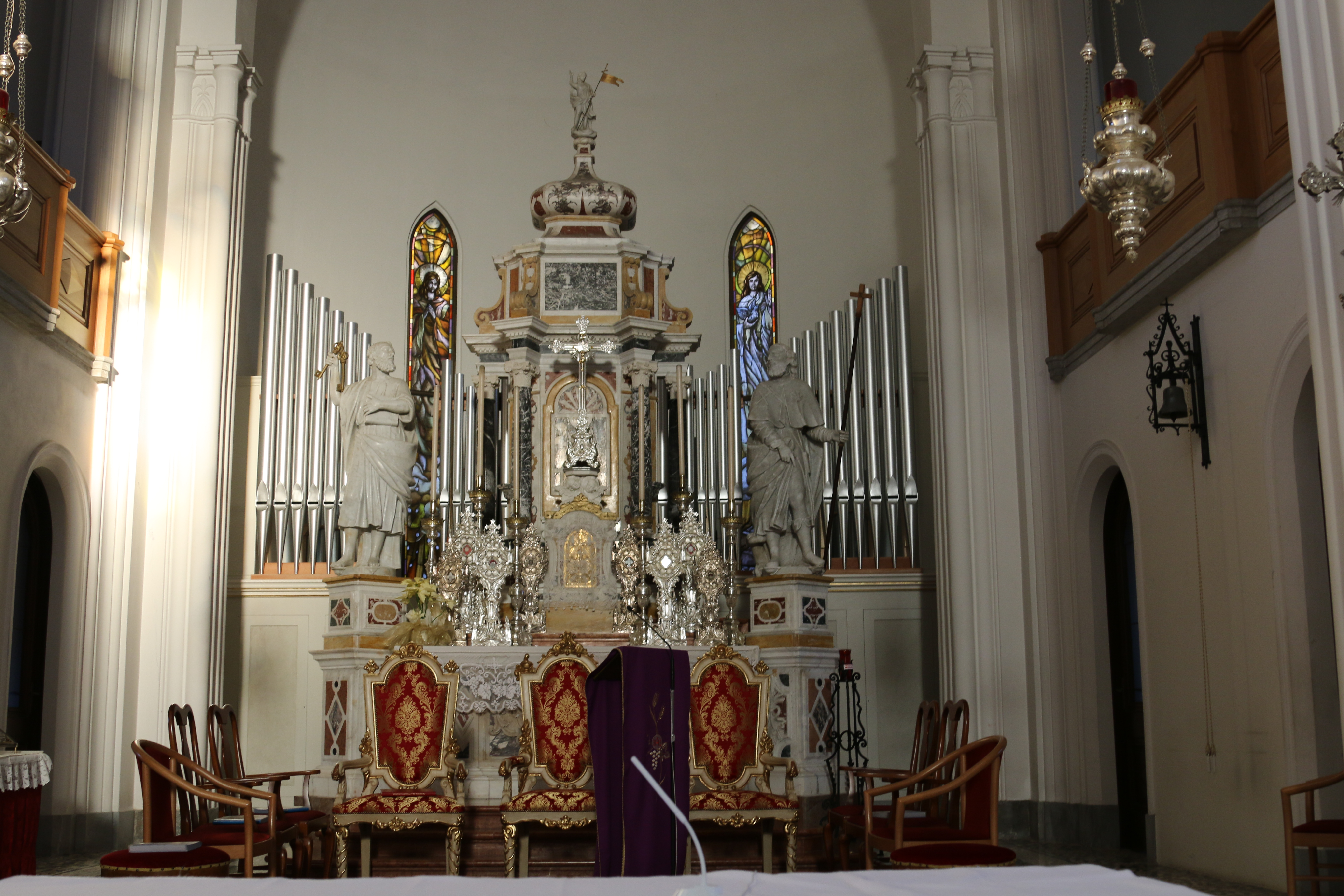
Il vecchio altare maggiore, in uso prima del Concilio Vaticano II

Opere di pregio conservate all'interno della chiesa sono la pala raffigurante Madonna con Bambino in trono assieme a dei Santi, eseguita da Pellegrino da San Daniele tra il 1494 ed il 1495 e originariamente posta nella distrutta chiesa di San Pietro in Monte, la tela con la Madonna con Bambino e i Santi Giovanni Battista, Osvaldo e Bartolomeo, realizzata da Francesco Fontebasso nel 1765, il quadro con soggetto la Madonna col Bambino assieme ai Santi Rocco e Pietro, dipinta da Pomponio Amalteo nel 1569, la pala con le Anime del Purgatorio, opera del 1758 di Biagio Cestari, e l'altare maggiore, risalente al 1750 e impreziosito da due statue raffiguranti i santi Pietro e Rocco.
All'interno della chiesa si trova inoltre la lastra tombale della patrona osoppana, Colomba, la cui lunga esistenza dovrebbe collocarsi tra V e VI secolo. L'epitaffio gravato in latino sulla lastra ricorda che visse novant'anni ed ebbe sepoltura ad Osoppo il 6 agosto 524. La pieve ha anche una cappella in cui si conserva una reliquia di Colomba.